# Kazuki Takahashi
Kazuki Takahashi 高橋 和希?, Takahashi Kazuki, pseudonimo di Kazuo Takahashi (高橋 一雅?, Takahashi Kazuo; Tokyo, 4 ottobre 1961 – Nago, 4 luglio 2022), è stato un fumettista giapponese, noto soprattutto per aver creato Yu-Gi-Oh!.

## Biografia
Takahashi ha iniziato la sua carriera come fumettista nei primi anni '80 con brevi opere per varie riviste come Weekly Shōnen Sunday e Weekly Shōnen Magazine. La sua prima opera importante è stata Tokio no taka (闘輝王の鷹?), un one-shot pubblicato su Weekly Shōnen Jump nel 1990. Uno dei suoi primi manga, Tennenshoku Danji Buray (天然色男児BURAY?), è stato pubblicato dal 1991 al 1992 ed è stato raccolto in due volumi tankōbon. Tuttavia, Takahashi considerava molte delle sue prime storie un "flop totale".
Nel 1996, creò il manga Yu-Gi-Oh! che fu serializzato su Weekly Shōnen Jump fino alla sua conclusione nel 2004. La serie ha avuto un enorme successo e ha venduto oltre 40 milioni di copie. Inoltre ha anche ricevuto diversi adattamenti mediatici, in particolare due serie televisive anime, la prima del 1998 e la seconda del 2000, e un gioco di carte collezionabili, ovvero Yu-Gi-Oh! TCG. In seguito Takahashi ha continuato a supervisionare il franchise di Yu-Gi-Oh! anche dopo la conclusione del manga originale.
Nel 2013 è stato pubblicato il manga one-shot Drump su Weekly Shōnen Jump, il quale è basato su un nuovo gioco ideato da Takahashi. Nel 2015, Takahashi ha ricevuto il premio Inkpot dal Comic-Con International per i suoi eccezionali contribuiti ai fumetti. Nel 2018, ha pubblicato la serie limitata The Comiq sempre su Weekly Shōnen Jump. Ha anche scritto un manga in due parti, intitolato Secret Reverse, per la serie Marvel × Shōnen Jump+ Super Collaboration, che è uscito su Shōnen Jump+ a settembre 2019.

## Vita privata
A Takahashi piaceva giocare a shōgi, mahjong, ai giochi di carte e ai giochi di ruolo da tavolo.
In un'intervista con la rivista statunitense Shonen Jump, Takahashi ha dichiarato che alcuni dei suoi manga preferiti di altri autori erano Akira di Katsuhiro Ōtomo, Le bizzarre avventure di JoJo di Hirohiko Araki e Dragon Ball di Akira Toriyama. Gli piaceva leggere anche fumetti statunitensi, e Hellboy era il suo personaggio preferito.
Il suo cane, uno shiba di nome Taro (タロ?), è stato la base per la carta mostro Taro Guerriero-Shiba del gioco di carte collezionabili; l'artwork della carta è stato disegnato personalmente da Takahashi.
Occasionalmente ha espresso opinioni politiche con i suoi disegni. Ad esempio, una volta ha pubblicato un disegno su Instagram raffigurante alcuni personaggi di Yu-Gi-Oh! mentre criticavano il governo di Shinzō Abe e chiedevano ai suoi fan di "votare per la giustizia" nelle elezioni della Camera dei Consiglieri del 2019; successivamente Takahashi si è scusato.

## Morte
Il 6 luglio 2022, è stato trovato privo di vita su una spiaggia della città di Nago, a poca distanza da Okinawa, da alcuni ufficiali della guardia costiera giapponese a seguito del rapporto di un civile che era di passaggio in barca. Secondo quanto emerso dall'autopsia effettuata sul corpo (il quale indossava un'attrezzatura da snorkeling), il mangaka risultava essere deceduto almeno due giorni prima del suo ritrovamento, poiché erano state rinvenute le tracce di alcuni animali spazzini. A partire dal 7 luglio, la guardia costiera sta conducendo un'indagine riguardo all'incidente. L'11 luglio è stato stabilito che la morte è avvenuta per annegamento, con il suo corpo che presentava i segni dei morsi di uno squalo. La polizia ha stimato che la morte di Takahashi sia avvenuta alle 4 del pomeriggio. L'11 ottobre 2022 il quotidiano militare statunitense Stars and Stripes ha confermato che Takahashi è morto nel pomeriggio del 4 luglio precedente mentre assisteva al salvataggio di altre tre persone che erano state prese da una corrente di risacca.

## Opere

### Serie
- Tennenshoku Danji Buray (天然色男児BURAY?) (1991-1992)
- Yu-Gi-Oh! (1996-2004)
- The Comiq (2018)
- Secret Reverse (2019)

### One-shot
- Tokio no taka (闘輝王の鷹?) (1990)
- Drump (2013)

### Libri
- Yu-Gi-Oh! Character Guidebook: Shinri no fukuin (遊☆戯☆王キャラクターズガイドブック―真理の福音―?, Yūgiō Kyarakutāzu Gaido Bukku Shinri no fukuin) (2002)
- Duel Art (デュエルアート?, Dyueru Āto) (2011)
- Yu-Gi-Oh! Character Guidebook: Millennium Book (遊☆戯☆王キャラクターズガイドブック―千年の書―?, Yūgiō Kyarakutāzu Gaido Bukku ―Chitose no sho―) (2015)